# Kleinautofabrik
Die Kleinautofabrik GmbH war ein deutscher Automobilhersteller, der zwischen 1920 und 1922 in Sindelfingen ansässig war.
Unter dem Namen Libelle entstand dort ein Kleinwagen, der von einem 4/10-PS-Motor (1,0 l Hubraum, 10 PS – 7,4 kW Leistung) angetrieben wurde.